# NGC 989
NGC 989 is een spiraalvormig sterrenstelsel in het sterrenbeeld Walvis. Het hemelobject werd in 1886 ontdekt door de Amerikaanse astronoom Francis Preserved Leavenworth.

## Synoniemen
- PGC 9762
- MCG -3-7-34
- NPM1G -16.0099